# Lamberk
Lamberk (také Langenberk) je zřícenina hradu, která se nachází v záhybu řeky Oslavy asi 2 km jihozápadně od Březníka. Na opačné straně řeky ve vzdálenosti 220 metrů leží Sedlecký hrad.

## Historie

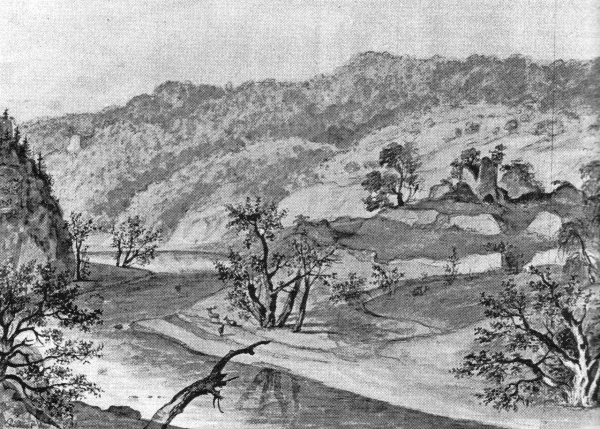
Lamberk kolem roku 1763

Hrad byl založen ve 14. století. Jeho první majitel byl Jaroslav z Knínic, který působil v zemských úřadech. Ten prodal roku 1364 a nechal si postavit hrad Lamberk, po kterém se psal poprvé roku 1376.
Nejznámějším majitelem hradu byl však jeho syn Jan Sokol z Lamberka, který proslul jako zdatný válečník. Po husitských válkách patřil hrad Janu Komorovskému. Zanikl patrně po roku 1440, kdy byly podnikány trestné výpravy proti hradům rozbrojníků. V roce 1459 se hrad uvádí jako pustý.

## Současný stav
Z hradu se do dnešních dnů dochovaly pouze fragmenty zdiva a zbytky příkopů.